# Kossuth Sándor (labdarúgó)
Kossuth Sándor (? – ?) háromszoros magyar bajnok labdarúgó, kapus.

## Pályafutása
1916 és 1919 között az MTK-ban szerepelt. A sorozatban tíz bajnoki címet nyerő csapat tagja volt, de nem tartozott a meghatározó játékosok közé, így csak három bajnoki cím megszerzésben volt része.

## Sikerei, díjai
- Magyar bajnokság
  - bajnok: 1916–17, 1917–18, 1918–19